# بول فايراباند
بول فييرآبند  (بالإنجليزية: Paul Feyerabend) (ولد في 13 يناير 1924 وتوفي في 11 فبراير 1994) كان فيلسوفاً مهتما بمجال العلوم، نمساوي الأصل، ولع في بداية حياته الفكرية بالمسرح ثم درس فيما بعد الفيزياء، وعلم الفلك، والتاريخ بجامعة فيينا عاصمة النمسا.
عرفت أفكاره بالفوضوية، أي رفض وجود نسق علمي ثابت ونهائي. سافر إلى إنجلترا لمتابعة دروس كارل بوبر، وأيد أهم أفكاره حول منطق تحول العلوم. إذ رفض الثقة المطلقة في العلم، واعتبر الدحضانية أو قابلية النظرية العلمية للتكذيب معيارا أساسيا للتمييز بين النظرية العلمية وغير العلمية. ومن أهم مؤلفاته: ضد المنهج (1979)، «العلم في المجتمع الحر»، «أوراق فلسفية» (1981)، «وداعا أيها العقل» (1987).

## التوجه الفكري
مال فيرابند في شبابه إلى التوجه الوضعي وشارك في برامج «دائرة كرافت» واعتنق الإبستيمولوجيا التفنيدية البوبرية بعد تعرفه على كارل بوبر، ودافع عنها زمنا ضدّ النزعة الاختبارية الاستقرائية؛ بل ترجم لبوبر كتاب «المجتمع المفتوح وأعداؤه»، لكن سرعان ما انقلب ضده. وكتب مقالا عام 1970 تحت عنوان «ضدّ المنهج»؛ واتفق مع صديقه إيمري لاكاتوس على تأليف كتاب مشترك بينهما تحت عنوان «مع المنهج وضد المنهج»، حيث يكتب لاكاتوس دفاعا عن العقلانية العلمية، بينما يكتب عنها فيرابند مهاجما ومبطلا. لكن رحيل لاكاتوس المفاجئ عام 1974 حال دون ذلك؛ فقرّر فيرابند نشر ما كتبه عام 1975.
فيرابند في تناوله النقدي للعقلانية قام بنقد يمكن أن نسميه بالتاريخ الجينيالوجي لهذا المفهوم. وأكد على انتمائه إلى العهد اليوناني وخاصة مع إكسانوفان وأفلاطون وأرسطو. إلا أن مهاجمة فيرابند ورفضه للعقلي لا يعني أنه يتبنى اللاعقلي، بل هو يعتقد أن العقلي واللاعقلي كلاهما مصطلحان ملتبسان. وهكذا فإن الالتباس الذي يقره فيرابند بين العقلي واللاعقلي هو ما جعله يتحدث أحيانا عن نوع من «المناهج اللاعقلية»، معتقدا أنها تؤدي هي الأخرى إلى نجاح ملحوظ لا بالمعنى العقلي ولكن بالمعنى اللاعقلي. إننا مع فيرابند، وهذا هو المثير في موقفه من العقلي واللاعقلي. فهو يوحد بينهما، ويؤكد فيرابند على أنه من العبث أن نأمل في اختزال العلم إلى بعض القواعد المنهجية البسيطة، وذلك نظرا لتعقد تاريخه. فالخاصية الأساسية للعقلية العلمية التعدد والتنوع. يقول فيرابند: «إن تنوع الآراء سمة ضرورية للمعرفة الموضوعية، والمنهج الذي يشجع التنوع هو كذلك المنهج الوحيد الذي يساير النظرة الإنسانية».

## المؤلفات
صدر أهمّ أعماله تحت عنوان: ضد المنهج، خطة لنظرية فوضوية في المعرفة؛ ومنه تفرّغ لنقد البوبرية، ذات النفوذ الواسع في الحقل الإبستمولوجي. نشرت لفيرابند نصوص أخرى لا تخلو من أهمية بالنسبة لدارسيه وقرائه؛ ونذكر منها: «العلم في المجتمع المفتوح»، 1978؛ و«أوراق فلسفية» في ثلاثة أجزاء، 99 - 1981 (الجزء الأوّل، نشر قبل ذلك، باللغة الألمانية)؛ «العلم من حيث هو فنّ»، 1984؛ «وداعا للعقل»، 1987؛ «ثلاث محاورات في المعرفة»، 1991؛ طغيان العلم 1996 بالإيطالية وترجم للإنكليزية 2001، «قتل الوقت» 1995. وهي سيرته الذاتية التي كتبها قبل رحيله.

## اقرأ أيضاً
- بيتر هاكر

## وصلات خارجية
- بول فايراباند على موقع IMDb (الإنجليزية)
- بول فايراباند على موقع الموسوعة البريطانية (الإنجليزية)
- بول فايراباند على موقع إن إن دي بي (الإنجليزية)
- بول فايراباند على موقع ديسكوغز (الإنجليزية)
- بول فايراباند على موقع قاعدة بيانات الفيلم (الإنجليزية)